# هارفي لوغان
هارفي لوغان (بالإنجليزية: Harvey Logan)‏ هو راعي البقر أمريكي، ولد في 1867 في آيوا في الولايات المتحدة، وتوفي في 17 يونيو 1904 في باراشوت في الولايات المتحدة.

## وصلات خارجية
- هارفي لوغان على موقع الموسوعة البريطانية (الإنجليزية)